# Sun Microsystems
Sun Microsystems Inc. (door het bedrijf zelf vaak geschreven als: SUN) was een wereldwijd opererend Amerikaans computerconcern met het hoofdkantoor in Palo Alto en in 2007 ruim 33.900 medewerkers, verspreid over 170 landen. Daarmee behoorde het tot de grootste computerbedrijven ter wereld.
Op 27 januari 2010 werd SUN voor 7,4 miljard dollar overgenomen door Oracle Corporation. De bedrijfsnaam werd hierbij gewijzigd in Oracle America, Inc.

## Geschiedenis
SUN (een afkorting van Stanford University Network) werd in 1981 opgericht door vier studenten van Stanford: Bill Joy, Andy Bechtolsheim, Vinod Khosla en Scott McNealy. Bechtolsheim was gespecialiseerd in computerhardware; Joy had furore gemaakt door als student belangrijk aan BSD Unix bij te dragen met o.a. de vi-editor en een eigen implementatie van TCP/IP; de twee anderen kwamen van de business school. De basisgedachte achter het bedrijf was dat het verbinden van computers in netwerken, en daardoor het verbinden van mensen met elkaar, ongeëvenaarde voordelen biedt. Tot dan toe was het voor bedrijfsmatig gebruik gangbaar om relatief grote en dure computers te bouwen en die aan meerdere gebruikers ter beschikking te stellen door een batterij van terminals verbinding te laten maken met die centrale computer. Daarnaast waren er voor thuisgebruik hobbycomputers, die helemaal niet met iets anders verbonden waren. SUN ging bij wijze van alternatief werkstations produceren, een tussenvorm tussen terminals en stand-alone computers; enerzijds hadden ze eigen rekenkracht, maar anderzijds ontleenden ze, net als terminals, hun kracht aan de mogelijkheid om verbinding te leggen met andere computers elders op het netwerk, en het zo ontsluiten van de door die computers geboden faciliteiten. SUN's slogan was daarom: The Network is the Computer. De gebruikte technologie was BSD Unix en TCP/IP, waarmee het bedrijf een belangrijke aanjager en verzilveraar was van het opkomende Internet. Gedurende de jaren 80 en 90 ging het Sun voor de wind, maar na de implosie van de 'Internetzeepbel' rond 2000 werd dat stukken minder en in februari 2006 maakte chief executive officer Scott McNealy bekend dat SUN voor het vierde jaar op rij geen winst had gemaakt. Kort daarop nam het bedrijf zijn gepensioneerde chief financial officer Mike Lehman terug in dienst. In april 2006 nam medeoprichter McNealy ontslag uit zijn functie van chief executive officer om zich te laten opvolgen door Jonathan Schwartz. McNealy bleef wel chairman. In mei 2006 maakte SUN bekend dat het in de daaropvolgende zes maanden 4000 tot 5000 werknemers, ofwel 13% van het werknemersbestand, zou ontslaan. In augustus 2007 werd opnieuw een herstructurering met ontslagen aangekondigd.
In maart 2009 berichtte The Wall Street Journal dat IBM het bedrijf wilde overnemen, maar begin april hadden SUNs aandelen 23% van hun waarde verloren en ging de overname niet door. Op 20 april 2009 maakten Oracle en SUN bekend dat Oracle het bedrijf overnam voor $9,50 per aandeel (een totale waarde van 7,4 miljard). Na de goedkeuring van toezichthouders meldde Oracle op 27 januari 2010 dat de overname was afgerond.

## Hardware

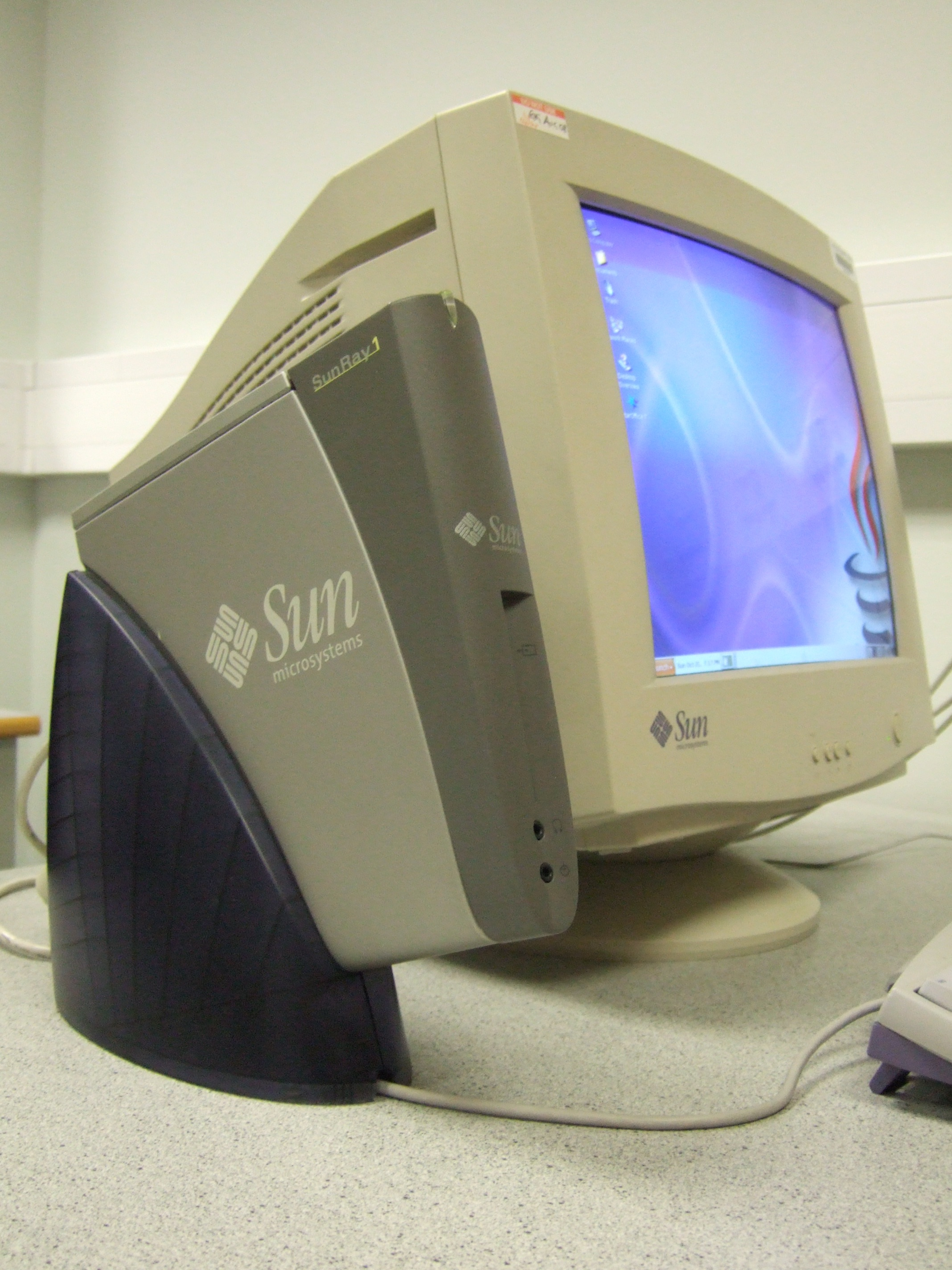
Sun Ray 1 thin-client computer.

SUN ontwikkelde zijn eigen hardware en software en heeft belangrijke innovaties op dat gebied op zijn naam staan. In de jaren tachtig verkocht Sun hoofdzakelijk technische werkstations. Aanvankelijk waren deze gebaseerd op de Motorola 68000-familie van processoren. In 1987 schakelde Sun over op zijn eigen SPARC microprocessors van het RISC-type.
Begin jaren negentig werd het aanbod uitgebreid met grotere SMP-servers. In 1995 introduceerde Sun de Ultra-serie: werkstations en servers die uitgerust waren met de eerste 64-bits implementatie van SPARC-processors. Eind jaren negentig kwam het aanbod van grote 64-bits SMP-systemen in een stroomversnelling door de overname van de Cray Business Systems Division van Silicon Graphics. Hun 32-bits, 64-processor Cray Superserver 6400, op basis van de eerdere Sun-4d-architectuur van Sun, leidde tot de 64-bits Sun Enterprise 10000 high-end server (ook wel bekend als Starfire of E10K).
Sun heeft verschillende generaties SPARC-gebaseerde computersystemen op de markt gebracht, waaronder de SPARCstation-, Ultra- en Sun Blade-werkstations, en de SPARCserver-, Netra-, Enterprise- en Sun Fire-servers.
In 2005 lanceerde Sun de UltraSPARC T1-processor met 8 cores en 4 hardwarethreads per core. In 2007 volgde de UltraSPARC T2-processor met 8 hardwarethreads per core. De bedoeling van deze nieuwe familie processoren was om de processor efficiënter te gebruiken. Dit is vooral van belang in datacenters, waar er steeds naar nieuwe manieren gezocht wordt om de vraag naar stroom en airconditioning te verminderen. Een groot deel daarvan is immers afkomstig van de warmte die door CPU's gegenereerd wordt.
Vanaf 2000 leverde SUN ook systemen met processoren van AMD en sinds 2006 van Intel.
Sinds 2010 wordt alle verdere ontwikkeling op basis van SPARC-architectuur gedaan door de hardwaredivisie van Oracle Corporation.

## Software
Op softwaregebied was SUNs besturingssysteem een invloedrijke versie van UNIX. Aanvankelijk heette het systeem SunOS, was het gebaseerd op BSD Unix, en vooral bekend om de grafische mogelijkheden die het de gebruikers bood op de grafische werkstations die SUN verkocht. Daarbij werden in de loop der jaren verschillende GUI-technologieën ingezet, zoals  zoals SunView, NeWS, CDE en andere op X11 gebaseerde omgevingen, en ook Looking Glass, een omgeving gebaseerd op de Sun Java Desktop. In de tweede helft van de jaren 90 werden de SUN-werkstations door PC's uit de markt gedrukt en verlegde SUN de aandacht naar de sterk groeiende servermarkt. Daarvoor was een veel stabielere UNIX nodig, die er kwam onder de naam Solaris en die niet langer gebaseerd was op BSD Unix, maar op System V. Binnen Solaris werden innovaties ontwikkeld als zones (een manier om processen te isoleren) en het ZFS-bestandssysteem. In 2005 werd de broncode van Solaris vrijgegeven onder de naam OpenSolaris, maar Oracle stopte na de overname in 2009 met de ondersteuning daarvan.
Daarnaast ontwikkelde SUN zijn eigen compilers (onder andere voor C en C++) en programmeertalen, waarvan de bekendste Java is. Geheel in de geest van de bedrijfsslogan werd Java ontwikkeld als een taal waarvan de programmatuur veilig over het netwerk zou kunnen worden overgedragen en uitgevoerd ('write once, run anywhere'), door die uitvoering te laten verrichten door een standaard runtimeomgeving die  platformonafhankelijk zou moeten zijn en de programmatuur afschermde van de details van de onderliggende systemen. Dit had grote invloed in de automatiseringswereld: Java werd omarmd door o.a. Oracle en IBM en een zeer belangrijk ontwikkelplatform voor enterprise software en andere toepassingsgebieden. Hiertoe ontwikkelde SUN het Java Enterprise System, een softwarestack met infrastructurele componenten zoals een directoryserver, webserver en applicatieserver. Andere bekende voorbeelden van SUN-software zijn de virtualisatiesoftware VirtualBox, en het als alternatief voor Microsoft Office ontwikkelde StarOffice (oorspronkelijk van een Duits bedrijf, overgenomen en doorontwikkeld door SUN, na de overname door Oracle als Oracle Open Office, en sindsdien verder doorontwikkeld als open source software, als Apache OpenOffice en LibreOffice). 
In februari 2008 nam SUN bovendien voor 500 miljoen pond MySQL over, het bedrijf achter het gelijknamige databankbeheersysteem,. dat nog steeds door het huidige Oracle wordt doorontwikkeld.

## Bestandssystemen
Sun heeft het Network File System (NFS) en het Zettabyte File System (ZFS) ontworpen.